# Jixue Gou
Jixue Gou (chinesisch 积雪沟 ‚Schneegraben‘) ist eine kleine, felsige Schlucht auf der Fildes-Halbinsel von King George Island im Archipel der Südlichen Shetlandinseln. Sie liegt westlich der Große-Mauer-Station.
Chinesische Wissenschaftler benannten sie 1986 im Zuge von Kartierungsarbeiten und der Erstellung von Luftaufnahmen. Ihren Namen verdankt die Schlucht dem Umstand, dass sie ganzjährig verschneit ist.